# Coppa Maifredi 1963
Die 13. Coppa Maifredi, auch Coppa Maifredi, Circuito del Garda, war ein GT-Rennen das am 12. Mai 1963 auf dem Circuito del Garda ausgefahren wurde. Gleichzeitig war das Rennen der sechste Lauf zur Sportwagen-Weltmeisterschaft dieses Jahres.

## Das Rennen
Die Coppa Maifredi konnte 1963 nur mit 21 Startern aufwarten. Dies lag vor allem am Umstand, dass am selben Tag mit dem 500-km-Rennen von Spa-Francorchamps ein weiterer Wertungslauf der Sportwagen-Weltmeisterschaft ausgefahren wurde, wo ebenfalls GT-Fahrzeuge, wenn auch in höheren Hubraumklassen, startberechtigt waren. Am Gardasee waren mit einer Ausnahme nur Fahrzeuge der Marke Abarth am Start. Einziger Nicht-Abarth war ein privater britischer Marcos Fastback GT. Das Rennen gewannen die Italiener Marsilio Pasotti und Benedetto Guarini auf einem Werks-Fiat-Abarth 1000.

## Ergebnisse

### Schlussklassement
| 1               | GT 1.0 | 9  | Abarth | Marsilio Pasotti Benedetto Guarini | Fiat-Abarth 1000   | 19 |
| 2               | GT 1.0 | 5  |        | Domencio Lo Coco                   | Fiat-Abarth 1000   | 19 |
| 3               | GT 1.0 | 1  |        | Gianfranco Rovetto                 | Fiat-Abarth 1000   | 19 |
| 4               | GT 1.0 | 16 |        | Romano Perdomi                     | Fiat-Abarth 1000   | 19 |
| 5               | GT 700 | 28 |        | Ricciardo Ricci                    | Fiat-Abarth 700    | 18 |
| 6               | GT 700 | 26 |        | Maurizio Pinchetti                 | Fiat-Abarth 700    | 17 |
| 7               | GT 700 | 20 |        | Girolama Capra                     | Fiat-Abarth 700    | 16 |
| 8               | GT 700 | 31 |        | Walter Orlando                     | Fiat-Abarth 700    | 15 |
| Nicht klassiert |        |    |        |                                    |                    |    |
| 9               | GT 1.0 | 4  |        | Kurt Zuegg                         | Fiat-Abarth 1000   |    |
| 10              | GT 1.0 | 13 |        | Tommy Weber                        | Marcos Fastback GT |    |
| 11              | GT 1.0 | 19 |        | Dieter Spoerry                     | Fiat-Abarth 1000B  |    |
| 12              | GT 700 | 22 |        | Enrico Bettoni                     | Fiat-Abarth 700    |    |
| Ausgefallen     |        |    |        |                                    |                    |    |
| 13              |        |    |        | Hans Illert                        | Abarth             |    |
| 14              | GT 1.0 | 2  |        | Oddone Sigala                      | Fiat-Abarth 1000   |    |
| 15              | GT 1.0 | 3  |        | Claude Bobrowski Gianni Lado       | Fiat-Abarth 1000   |    |
| 16              | GT 1.0 | 6  |        | Jacques Calderari                  | Fiat-Abarth 1000   |    |
| 17              | GT 1.0 | 7  |        | Saverio Salerno                    | Fiat-Abarth 1000   |    |
| 18              | GT 1.0 | 8  |        | Gustave Gosselin                   | Fiat-Abarth 1000   |    |
| 19              | GT 1.0 | 6  |        | Anzio Zucchi                       | Fiat-Abarth 1000   |    |
| 20              | GT 1.0 | 12 |        | Piero Marsiaj                      | Fiat-Abarth 1000   |    |
| 21              | GT 700 | 6  |        | "Wan Peter"                        | Fiat-Abarth 700    |    |
| Nicht gestartet |        |    |        |                                    |                    |    |
| 22              | GT 1.0 | 14 |        | Camillo Giuliani                   | Fiat-Abarth 1000   | 1  |
| 23              | GT 700 | 21 |        | Gilberto Facchinetti               | Fiat-Abarth 700    | 2  |
| 24              | GT 700 | 24 |        | Achille Minen                      | Fiat-Abarth 700    | 3  |
| 25              | GT 700 | 27 |        | Fulvio Sestilli                    | Fiat-Abarth 700    | 4  |
| 26              | GT 1.0 | 30 |        | Gian Battista Mainetti             | Fiat-Abarth 1000BA | 5  |

1 nicht gestartet
2 nicht gestartet
3 nicht gestartet
4 nicht gestartet
5 nicht gestartet

### Nur in der Meldeliste
Hier finden sich Teams, Fahrer und Fahrzeuge, die ursprünglich für das Rennen gemeldet waren, aber aus den unterschiedlichsten Gründen daran nicht teilnahmen.
| Pos. | Klasse | Nr. | Team | Fahrer                        | Chassis          |
| ---- | ------ | --- | ---- | ----------------------------- | ---------------- |
| 27   | GT 1.0 | 11  |      | Bruno Deserti                 | Fiat-Abarth 1000 |
| 28   | GT 1.0 | 15  |      | Franco Pigozzi                | Fiat-Abarth 1000 |
| 29   | GT 1.0 | 18  |      | Enrico Bettoni Ermano Gonella | Fiat-Abarth 1000 |
| 30   | GT 700 | 9   |      | Francesco Ghezzi              | Fiat-Abarth 700  |
| 31   | GT 700 | 25  |      | Gilberto Facchinetti          | Fiat-Abarth 700  |

### Klassensieger
| Klasse | Fahrer           | Fahrer            | Fahrzeug         | Platzierung im Gesamtklassement |
| ------ | ---------------- | ----------------- | ---------------- | ------------------------------- |
| GT 1.0 | Marsilio Pasotti | Benedetto Guarini | Fiat-Abarth 1000 | Gesamtsieg                      |
| GT 700 | Ricciardo Ricci  |                   | Fiat-Abarth 700  | Rang 5                          |

### Renndaten
- Gemeldet: 31
- Gestartet: 21
- Gewertet: 8
- Rennklassen: 2
- Zuschauer: unbekannt
- Wetter am Renntag: heiter und trocken
- Streckenlänge: 16,400 km
- Fahrzeit des Siegerteams: 2:32:42,400 Stunden
- Gesamtrunden des Siegerteams: 19
- Gesamtdistanz des Siegerteams: 311,600 km
- Siegerschnitt: 122,431 km/h
- Pole Position: Gianfranco Rovetto – Fiat-Abarth 1000 (#1) – 7:59,000 = 123,257 km/h
- Schnellste Rennrunde: Marsilio Pasotti – Fiat-Abarth 1000 (#9) – 7:44,400 = 127,132 km/h
- Rennserie: 6. Lauf zur Sportwagen-Weltmeisterschaft 1963